# Оливер Бирхоф
Оливер Бирхоф (на немски: Oliver Bierhoff) е бивш германски футболист, централен нападател. Бележи първия „златен гол“ в историята на футбола във финала на ЕВРО`96 (Германия - Чехия). Във финала на Евро 96 г. влиза като резерва и вкарва двата гола за обрата и победата над Чехия. Кариерата му продължава от 1985 до 2003. Играл е за Байер Юрдинген, Хамбургер, Борусия Мьонхенгладбах, Аустрия Залцбург, Асколи, Удинезе, Милан, Монако и Киево. Има отбелязани общо 103 гола в Серия А. Става шампион на Италия с екипа на Милан в сезон 1998-1999 г. За Германия има 37 гола в 70 мача. Участвал е на Евро`96, Евро`2000, Франция`98 и Южна Корея и Япония`2002.